# Češenik
Češenik – wieś w Słowenii, w gminie Domžale. W 2018 roku liczyła 156 mieszkańców.